# マロティ＝ドラケンスバーグ公園
マロティ＝ドラケンスバーグ公園（マロティ＝ドラケンスバーグこうえん、Maloti-Drakensberg Park）は南アフリカ共和国のウクハランバ・ドラケンスバーグ公園およびレソトのセサバテーベ国立公園を対象とするUNESCOの世界遺産リスト登録物件である。マロティ山脈を含むドラケンスバーグ山脈の美しい自然景観や生物多様性、さらにはサン人たちが数千年にわたって残してきた数々の岩絵などの考古遺跡群という、自然・文化両面の価値が評価された複合遺産であり、グレート・エスカープメントでは最大の自然保護区を形成している。
2000年に登録された当初は南アフリカ共和国のウクハランバ・ドラケンスバーグ公園のみを対象としていたが、2013年にセサバテーベ国立公園が拡大登録されたことから、登録名称が変更となった。レソトにとっては初の世界遺産である。

## 登録経緯
南アフリカ共和国の世界遺産条約締約は1997年7月10日のことであり、1999年には同国初の世界遺産としてロベン島など3件の登録を果たしていた。ウクハランバ・ドラケンスバーグ公園は同国初の複合遺産を目指し、1999年6月30日に推薦された物件である
審議に先立ち、文化遺産要素の諮問機関である国際記念物遺跡会議（ICOMOS）は、そこに残る岩絵群の多様性や密度が他には見られないレベルであることなどを評価し、「登録」を勧告した。他方、自然遺産要素の諮問機関である国際自然保護連合（IUCN）は、シミエン国立公園（エチオピアの世界遺産、1978年登録）などとの比較を踏まえ、地球生成の歴史などの面での顕著な普遍的価値は認めなかったものの、自然美と生物多様性についての価値は認め、やはり「登録」を勧告した。
これらの勧告を踏まえて、第24回世界遺産委員会（2000年）で審議され、勧告通りにその価値が認められた。登録名称は「ウクハランバ/ドラケンスバーグ公園」（uKhahlamba/Drakensberg Park）である。アフリカでの複合遺産の登録は、バンディアガラの断崖（ドゴン人の地）（マリ共和国の世界遺産、1989年登録）以来2件目であった。
この登録に先立つ勧告では、ICOMOSもIUCNも共通して、レソトへの拡大を考慮すべきことを盛り込んでおり、実際、レソトと南アフリカは1997年以来、国境を越えた自然保護で協力し合っていたが、レソトはその時点では世界遺産条約を締約していなかった。レソトは2003年11月25日に世界遺産条約を締約し、ウクハランバ・ドラケンスバーグ公園と隣接するセサバテーベ国立公園を2008年10月8日に世界遺産の暫定リストへと記載した。
セサバテーベ国立公園は、ウクハランバ・ドラケンスバーグ公園の拡大案件として、2012年1月27日に正式推薦された。ICOMOSは文化遺産面について、レソト当局が主張する「南方様式」（Southern Style）の岩絵の独自性の定義が不明瞭であることや、岩絵の調査が不十分であること、その結果として推薦範囲外にも同等の価値を持つ岩絵がある可能性を排除できないことなどから、「登録延期」を勧告した。他方、IUCNはセサバテーベ国立公園の面積（6,500 ha）は、ウクハランバ・ドラケンスバーグ公園（242,813 ha）に比べてあまりにも小さいが、しかし、独特の生態系などの面から、後者の世界遺産としての価値を補強する上では不可欠と評価し、「登録」を勧告した。
第37回世界遺産委員会（2013年）の審議では、文化遺産面についても逆転で認められ、拡大登録に至った。IUCNは勧告時に新登録名を「マロティ・ドラケンスバーグの越境世界遺産」（Maloti Drakensberg Transboundary World Heritage Site）とすべきことを提案しており、登録直後の世界遺産センターによるプレスリリースでは実際にそうした名称が使われていたが、最終的な登録名は「マロティ＝ドラケンスバーグ公園」となった。
これは、レソト初の世界遺産である。また、アフリカでの国境を越える複合遺産は初めてであり、世界的にもピレネー山脈のモン・ペルデュ（スペイン/フランスの世界遺産、1997年登録）以来、2件目である。なお、2000年に登録された時点では、文化的景観に分類される可能性が指摘されていたが、2013年の拡大登録時には、可能性への言及自体が消えた。

### 登録名
世界遺産としての登録名は Maloti-Drakensberg Park（英語）、Parc Maloti-Drakensberg（フランス語）である。その日本語名には、表記に関して微細な揺れが存在している。
- マロティ-ドラケンスバーグ公園 - 日本ユネスコ協会連盟ほか[13][14]
- マロティ・ドラケンスバーグ公園 - 地球の歩き方ほか[15][16][17]
- マロティ-ドラーケンスベルグ公園 - 世界遺産アカデミー[18]

## 構成資産
ウクハランバ・ドラケンスバーグ公園（uKhahlamba Drakensberg Park、世界遺産登録ID985-001）とセサバテーベ国立公園（Sehlabathebe National Park、世界遺産登録ID985bis-002）が世界遺産の構成資産で、前者の登録面積は242,813 ha、後者の登録面積は6,500 haである。セサバテーベ国立公園は、ウクハランバ・ドラケンスバーグ公園の南縁で国境をはさんで隣接している（右の地図参照）。両公園が共有する国境線の長さは、12 kmにわたる。
緩衝地域に設定されているのはセサバテーベ山脈管理地域（Sehlabathebe Range Management Area）で、その面積は46,630 haである。

### ウクハランバ・ドラケンスバーグ公園
ウクハランバ・ドラケンスバーグ公園は、南アフリカ・クワズール・ナタール州にあった1件の国立公園（ロイヤル・ナタール国立公園）、4件の自然保護区、1件の狩猟鳥獣保護区（Game Reserve）、6件の国有林（State Forests）をまとめる形で1993年に設定された自然公園である。1997年にはラムサール条約の登録地にもなった。国有林の中に全部で4つの原生自然地域が設定されており、この総面積は世界遺産登録面積の48.5 %を占める。世界遺産登録地のうち、IUCNカテゴリーがIb（原生自然地域）になるのはそれらの4地域のみで、あとは全てII（国立公園）である。
国内最高峰となる3,000 m級の山々を擁し、絶壁や渓谷が美しい景観を作り出しており、トレッキングの対象として、またハイキングやクライミングの対象として人気がある。1994年から1995年の観光客は22万4千人、1996年から1997年の観光客は29万人近くにもなった。
ウクハランバ・ドラケンスバーグ公園の植生は標高によって3つに区分されている。
- 標高1,280 mから1,830 mまで - マキ科の森林
- 標高1,830 mから2,865 mまで - フィンボス
- 標高2,865 mから3,500 mまで - 高山性の凍原など

これらの地域で確認されている植物は2,153種にものぼり、絶滅の恐れのある種も109種含んでいる。
動物相で確認されているのは哺乳類48種、鳥類296種（危急種のキテンタヒバリを含む）、爬虫類48種（準絶滅危惧のナタールコビトカメレオンを含む）、両生類26種（絶滅危惧種のユビナガオオクサガエルを含む）、魚類8種などである。
後述するように、ドラケンスバーグ山脈で数千年にわたって暮らしてきたサン人たちの岩絵が多く残されている地域でもある。一部ではガイド付きの見学ツアーも催行されている。

### セサバテーベ国立公園

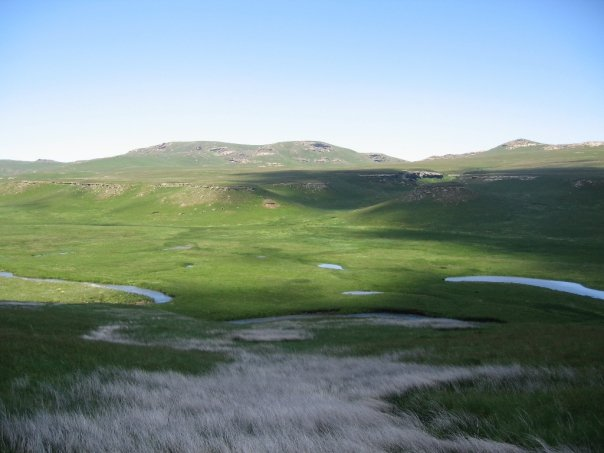
セサバテーベ国立公園

セサバテーベ国立公園（セアラバセベ国立公園）は、1969年5月8日にレソトで最初に設定された国立公園である。当初は野生生物保護区と国立公園で、現在の範囲が一つの国立公園にまとまったのは2001年のことであった。面積は6,500 haで、標高2,400 m付近の多彩な草原地帯が広がる。植物は515種が確認されており、そのうち59種が固有種である。
鳥類は調査によって異なるが、軽度懸念のヒゲワシ、危急種のケープハゲワシなどを含む106種から117種が確認されており、重要野鳥生息地に含まれる。魚類は6種で、もとからこの地にいたのは固有種で絶滅危惧種のプセウドバルブス・クアトランバエ（Pseudobarbus quathlambae、コイ科）など4種である。
「高原の楯」を意味するその名前は、アクセスしづらいことに由来するといい、2年間の観光客数は200人以下と見積もられている。そのことは、かえって人為的な損壊を免れることにつながっているが、後述するサン人の遺跡保存の観点からは、大豪雪や山火事といった自然的要因に対する備えの必要性が指摘されている。

## 価値

### 文化遺産

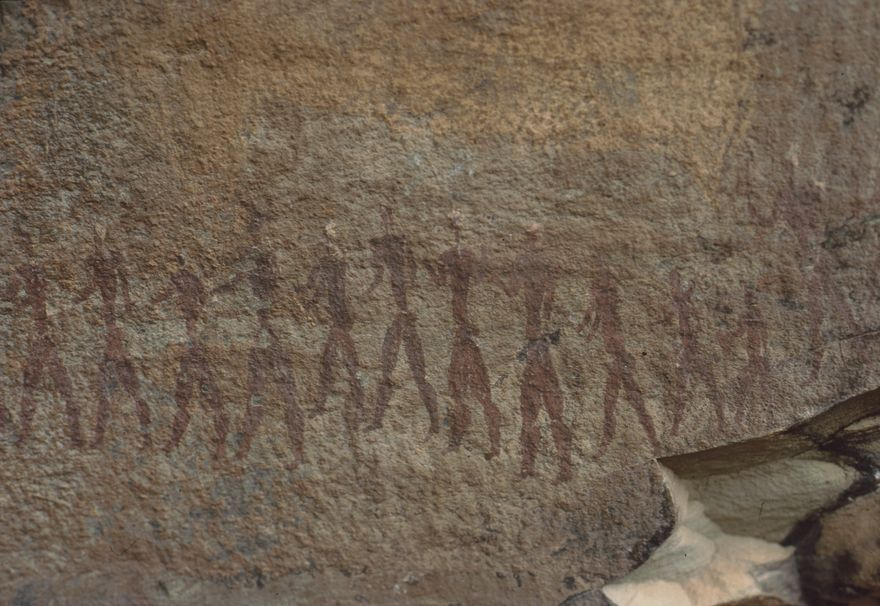
人物を描いた岩絵の例

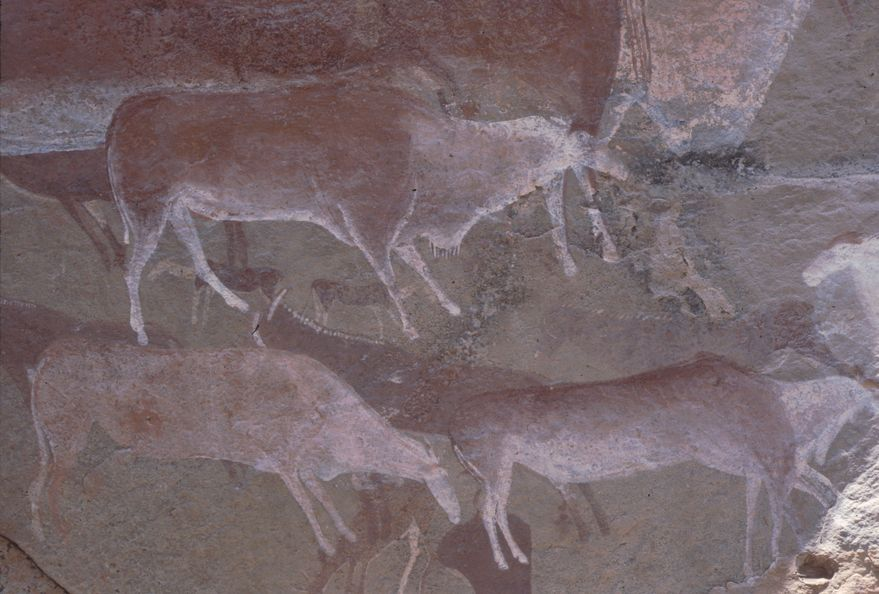
動物を描いた岩絵の例

ドラケンスバーグ山脈には、サン人が残した岩絵が数多く残る。サン人の先祖は約8,000年前にドラケンスバーグ山脈地域に来たと考えられており、彼らの岩絵はウクハランバ・ドラケンスバーグ公園では2,400年前から、セサバテーベ国立公園では4,000年ほど前から残されている。いずれの地域でもサン人がこの地に住んでいた19世紀末ないし20世紀初頭まで継続的に描かれていた。
ウクハランバ・ドラケンスバーグ公園には、岩陰遺跡などの岩絵が残る遺跡が600ほどあり、全部で約35,000の岩絵が残されている。そのうちの約4分の1に残る8,578の岩絵を対象とする調査が1976年に行われたことがある。その結果では、53 %を占める人物像に、何らかの道具を持った裸体像が多く見られ、描かれている場面は狩猟採集といった生活に関するもののほか、舞踏や祈祷などが含まれることが明らかにされた。また、動物は43 %を占め、カバ、カワイノシシ、サイ、ゾウ、ツチブタ、ノウサギ、バッファロー、バブーン、ヘビ、マングース等、多様な動物が描かれているが、その中では特にアンテロープを含むものが77 %と最も多い。次に登場するのはエランドである（55 %）。人物、動物以外に無機物や抽象的なものが4 %ある。これらの岩絵は彩色画で、赤を中心に様々な色が使われているが、6割以上の岩絵は単色で描かれている。
サン人の岩絵遺跡ならばツォディロ（ボツワナの世界遺産、2001年登録）、マトボの丘（ジンバブエの世界遺産、2003年登録）などもあるが、ウクハランバ・ドラケンスバーグ公園の単独登録時（2000年）の評価では、同公園こそが多様性と密度の点において最も優れたサン人の岩絵遺跡であって、アフリカ全土で見ても単一の民族によって描かれた岩絵としては最高の密度と規模を持つものと評価されていた。
単なる数や密度だけでなく、その芸術的価値や宗教的な価値も評価されている。考古学者デビッド・ルイス・ウィリアムズは、1870年代にドイツの言語学者が行なっていた先駆的な調査（当時はまだ岩絵が描かれており、それらに通暁した人物への聞き取りも実施されていた）をもとに、サン人の宗教性と結びついた岩絵の数々を指摘した。それによれば、多く描かれている動物にエランドが含まれているのは、サン人が祭っていた神と結びつく動物だからだという。また、人物像には頭がかなり伸びた姿で描かれるなどの異形が見られるが、これは神懸かったシャーマンの魂の変化を象徴しているという。
セサバテーベ国立公園にもサン人の岩絵が残っており、レソト当局は「南方様式」（Southern Style）を代表するものとして推薦していた。上述のように、「南方様式」については、その定義が不明瞭としてICOMOSからは認められなかったが、それでも公園内に少なくとも65箇所の岩絵遺跡が残っていることに変わりはない。それらはレソト国立大学主導でセサバテーベでの岩絵調査が最初に行われた1980年代に確認されたものであり、記録の乏しいサン人のセサバテーベ地域での活動史を解明する上では貴重である。
人物に関して描かれている場面はウクハランバ・ドラケンスバーグ公園と似ており、狩猟採集などの日常生活のほか、舞踏、儀式などである。最も多い動物については異なっており、エランドが目立つ。これらはやはり多くの色が使われた彩色画であるが、複数の色を使っているとは限らず、一色で描かれたものも見られる。

### 自然遺産
上の「構成資産」の節で述べたように、ウクハランバ・ドラケンスバーグ公園は、聳え立つ山々とそれを覆う緑が数々の絶景を作り出している。それらを補完するものとして評価されているのが、セサバテーベ国立公園に見られる岩山の造形や湿地・草原の景観である。
そして、ドラケンスバーグの山脈地帯には、豊かな生物多様性が育まれているのである。既述の種以外で、世界遺産登録範囲内に見られる希少な動植物としては、以下のような例を挙げることができる。
- 危急種
  - エンケファラルトス・ゲリンキ（Encephalartos ghellinckii、ソテツ科）
  - ハゴロモヅル
  - ホオカザリヅル
  - ハゲトキ
  - クロチュウヒ（英語版）（Circus maurus）
- 絶滅危惧種
  - アポノゲトン・ラヌンクリフロルス（Aponogeton ranunculiflorus、レースソウ科の固有種）
  - オジロハムスターモドキ（英語版）（Mystromys albicaudatus）
  - アフリカシマクイナ（英語版）（Sarothrura ayresi）
  - ヒュイットユウレイガエル（英語版）（Heleophryne hewitti）

## 登録基準
この世界遺産は世界遺産登録基準のうち、以下の条件を満たし、登録された（以下の基準は世界遺産センター公表の登録基準からの翻訳、引用である）。
- (1) 人類の創造的才能を表現する傑作。

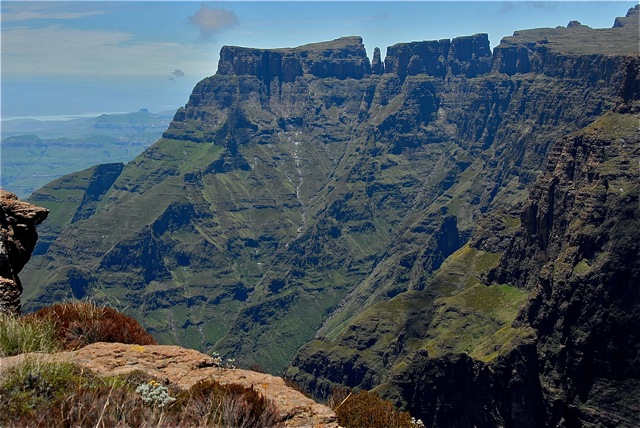
ウクハランバ・ドラケンスバーグ公園内の景観

  - 世界遺産委員会はこの基準の適用理由を「ドラケンスバーグの岩絵は、サハラ以南のアフリカでは最大規模かつ最高密度の岩絵群であり、質と多様性の面で顕著である」[43]と説明した。なお、この基準も含め、適用理由の説明はいずれも暫定的なものであり、翌年度以降の世界遺産委員会で改訂される予定である[10]。

- (3) 現存するまたは消滅した文化的伝統または文明の、唯一のまたは少なくとも稀な証拠。
  - 世界遺産委員会はこの基準の適用理由を「山がちなドラケンスバーグ地域で4千年紀以上にわたって暮らしてきたサン人は、彼らの背後に傑出した岩絵の集積体を残してくれており、それらが彼らの生活様式や習俗に多くの光を投げかける」[43]と説明した。

- (7) ひときわすぐれた自然美及び美的な重要性をもつ最高の自然現象または地域を含むもの。
  - 世界遺産委員会はこの基準について、「この土地は、屹立する玄武岩質の突端部、鋭利で印象的な後景、金色の砂岩の断崖を伴う傑出した自然美を備えている。標高の高い草原、手付かずの急峻な崖に挟まれた渓谷やごつごつとした峡谷も、この土地の美を強化している」[43]と適用理由を説明した。

- (10) 生物多様性の本来的保全にとって、もっとも重要かつ意義深い自然生息地を含んでいるもの。これには科学上または保全上の観点から、すぐれて普遍的価値を持つ絶滅の恐れのある種の生息地などが含まれる。
  - 世界遺産委員会はこの基準について、「この資産は、生物多様性の本来の場所での保持のための重要な自然生息地・生育地を含んでおり、特に植物において、顕著な種の豊かさを備えている」などとし、鳥類についても「地球規模で重要な鳥類固有種の見られる地域の中にあり、地球規模で種の存続を脅かされている多くの鳥たちの産卵地として有名である」[44]などとした。

### 景観

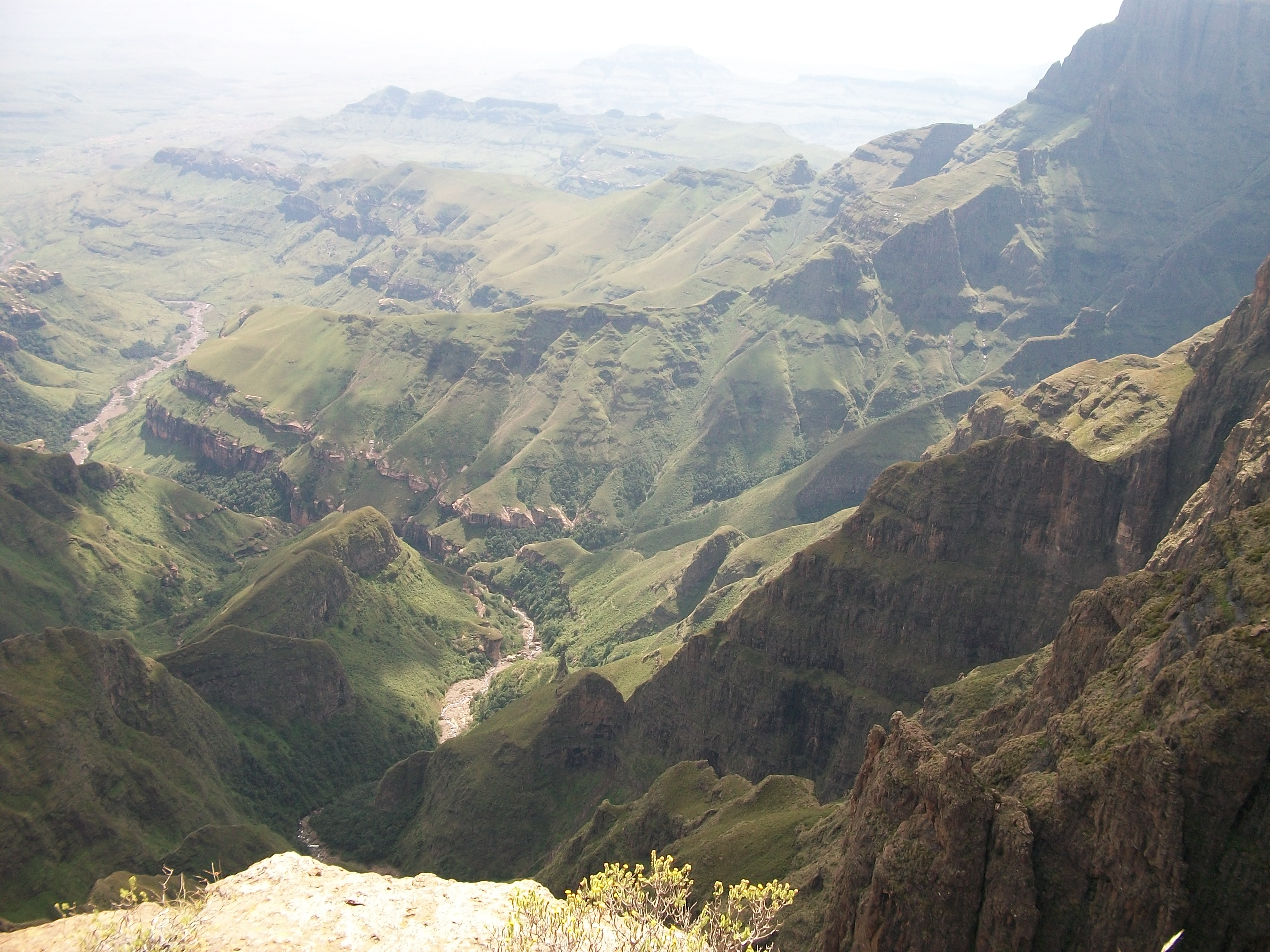
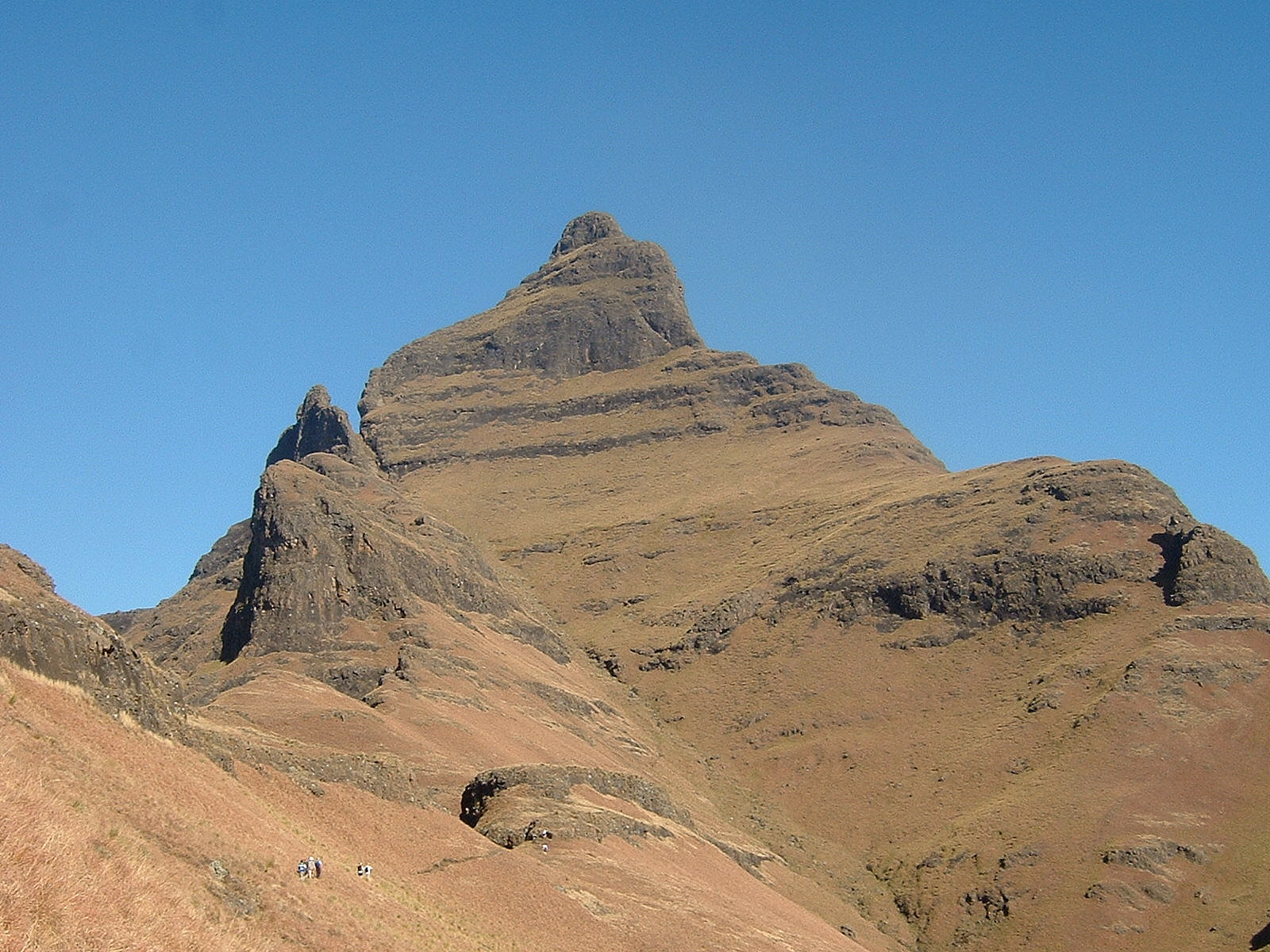
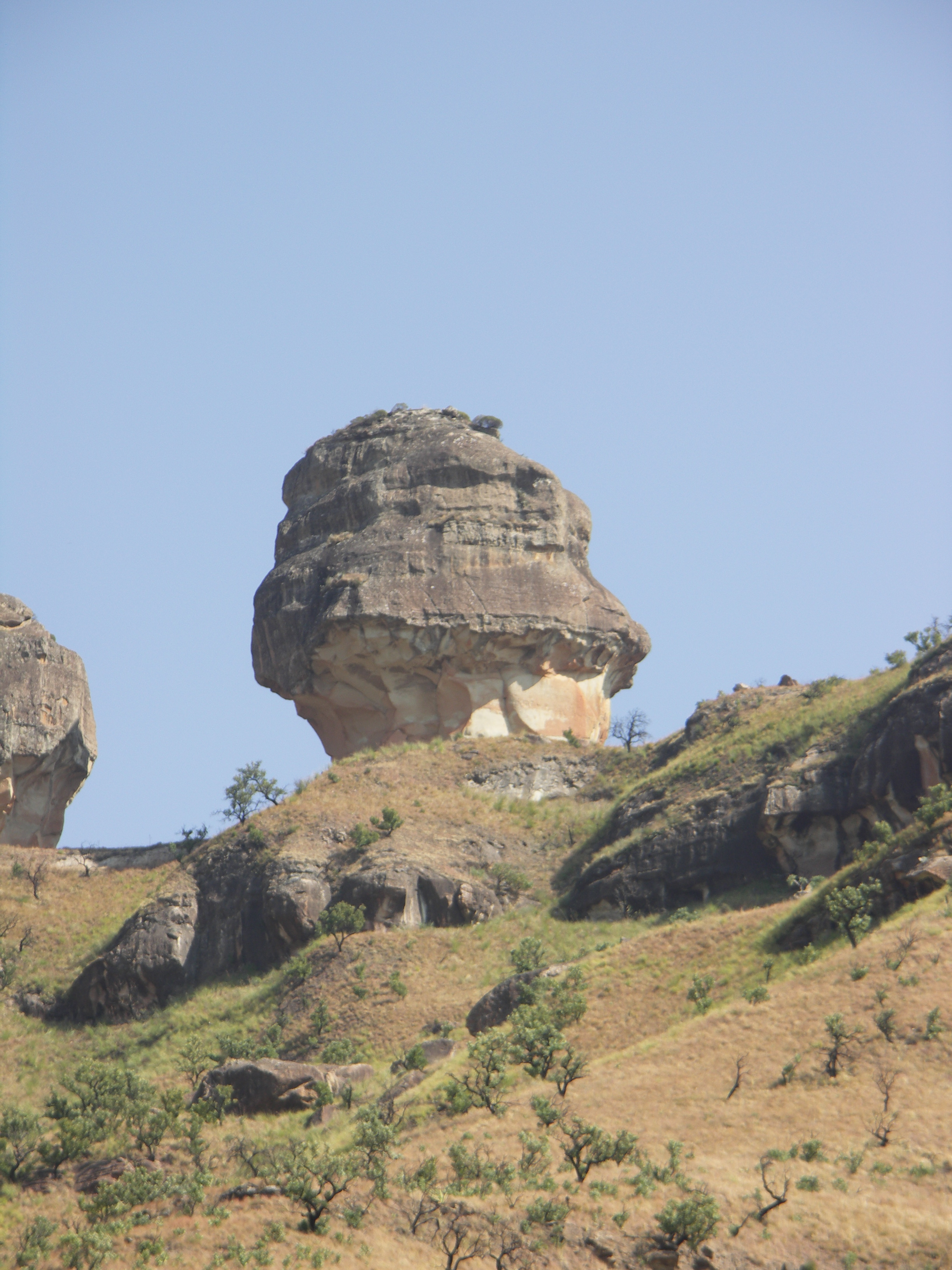
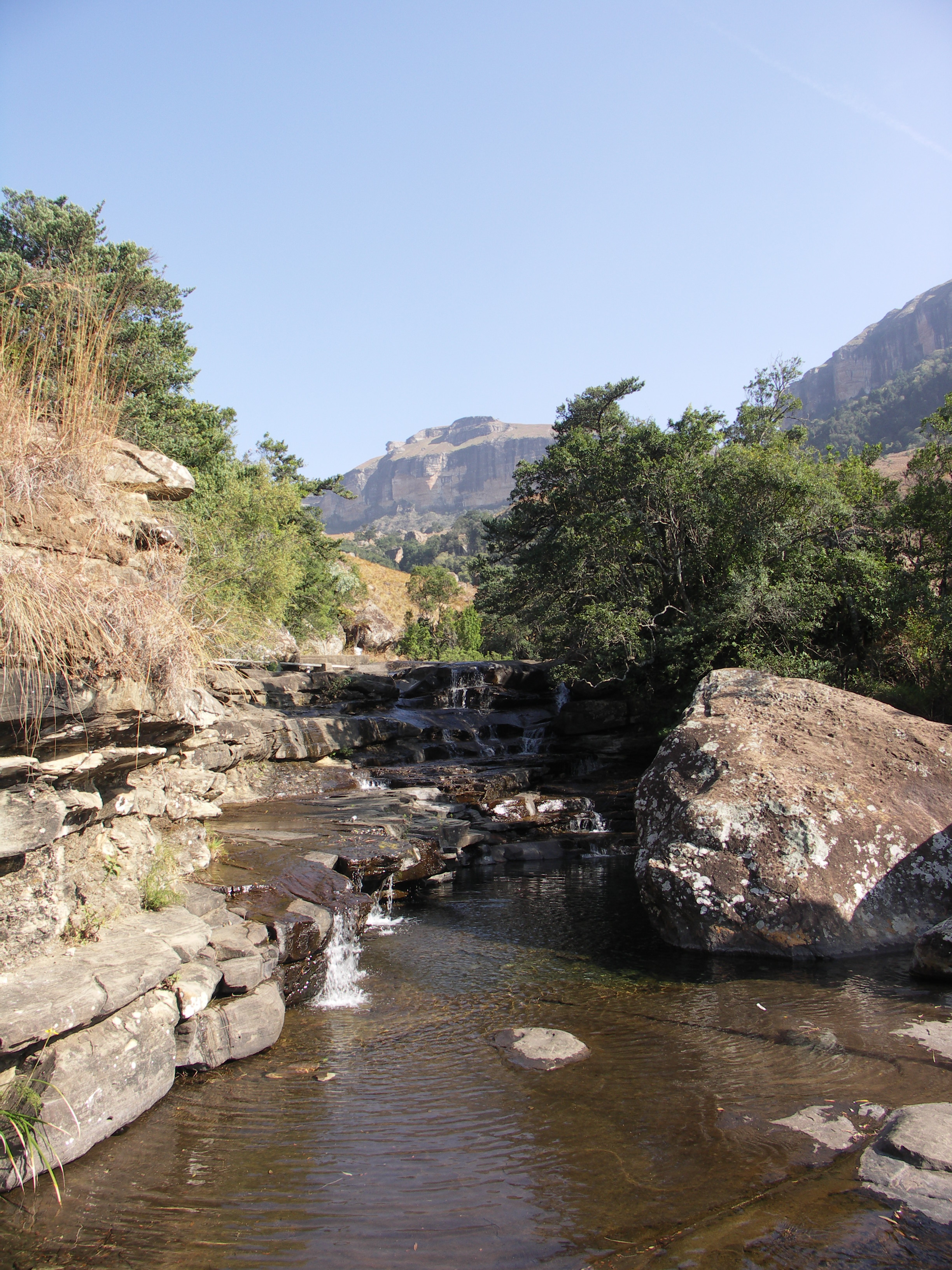
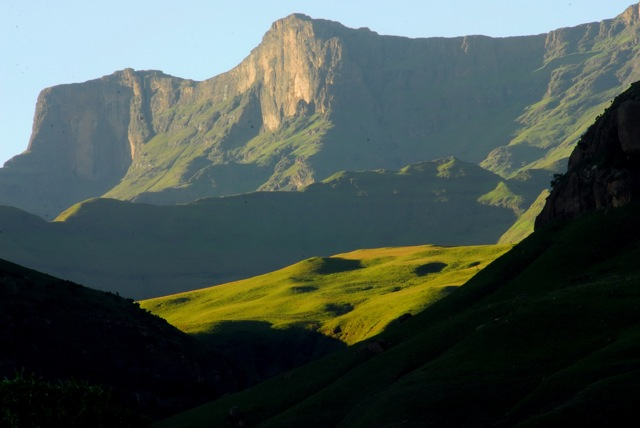
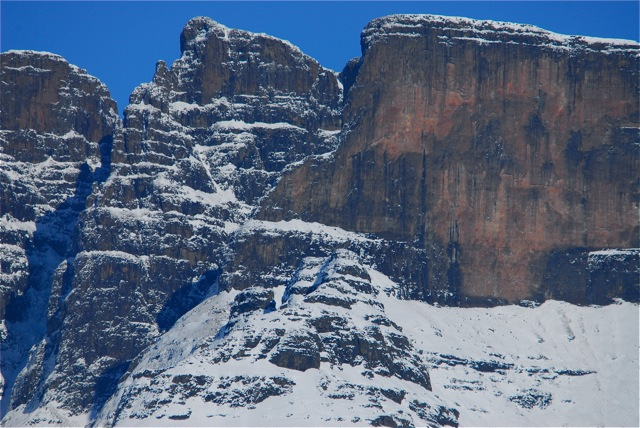
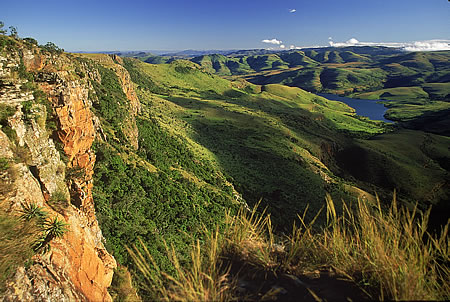
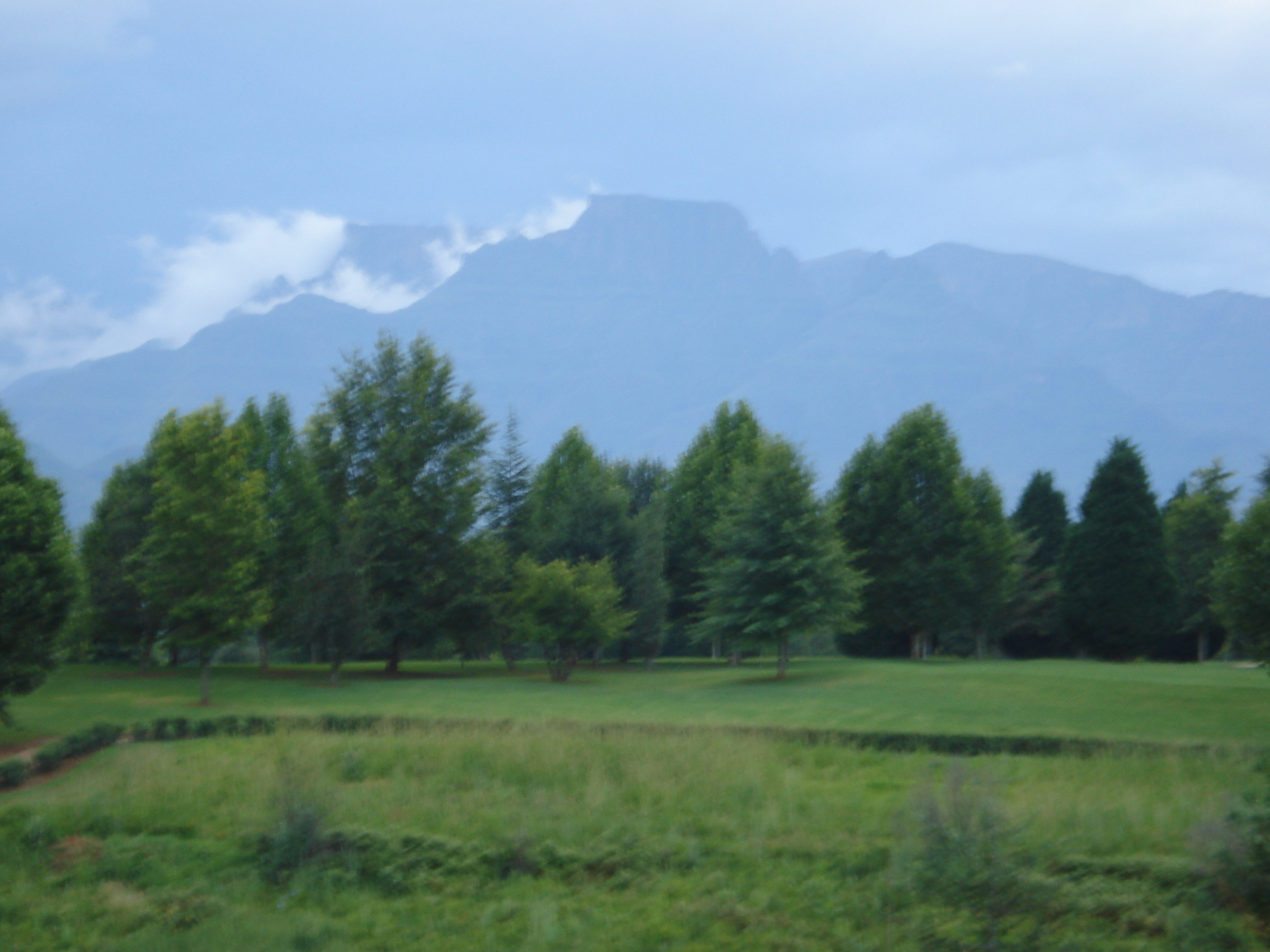

### 岩絵

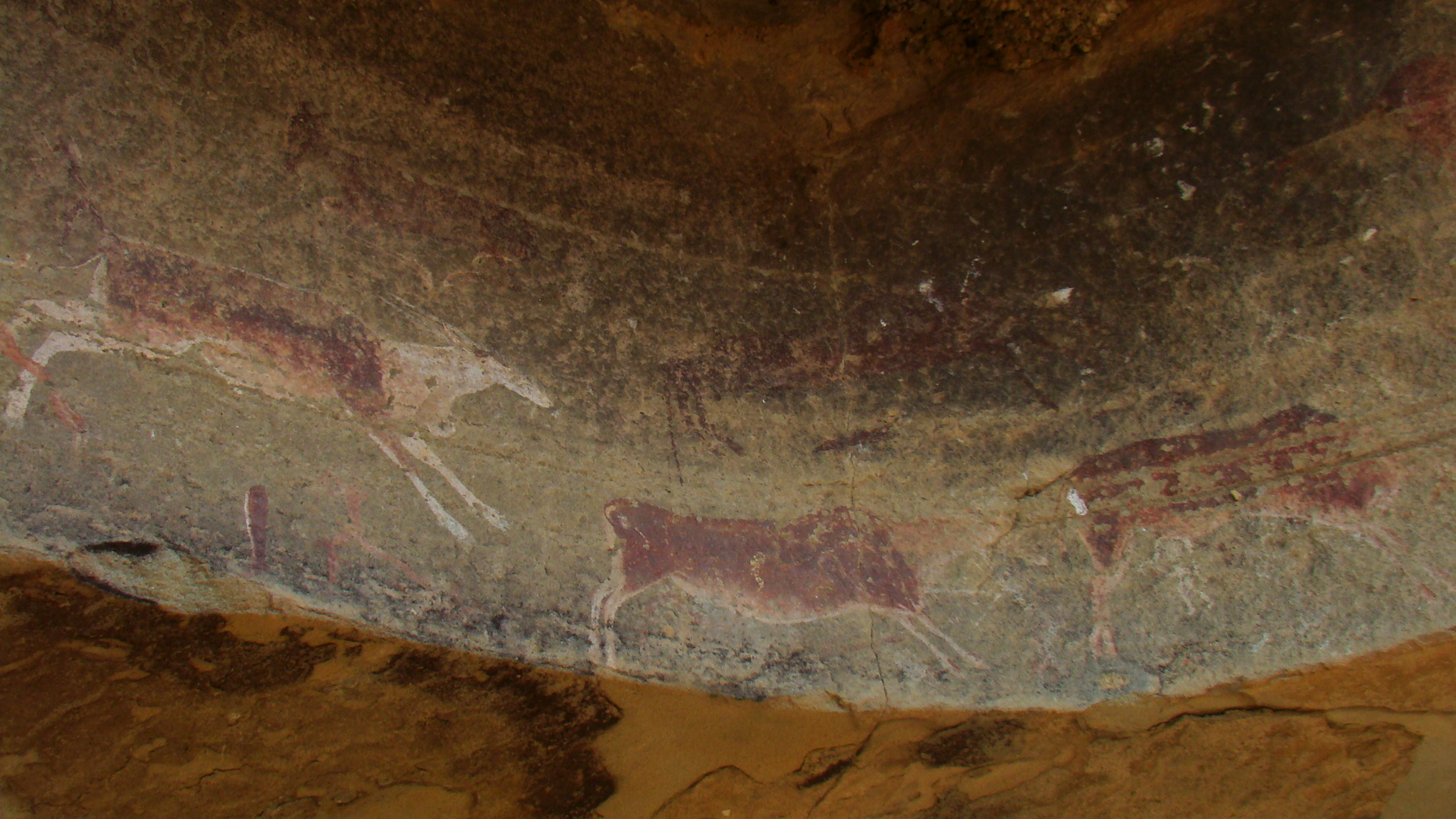
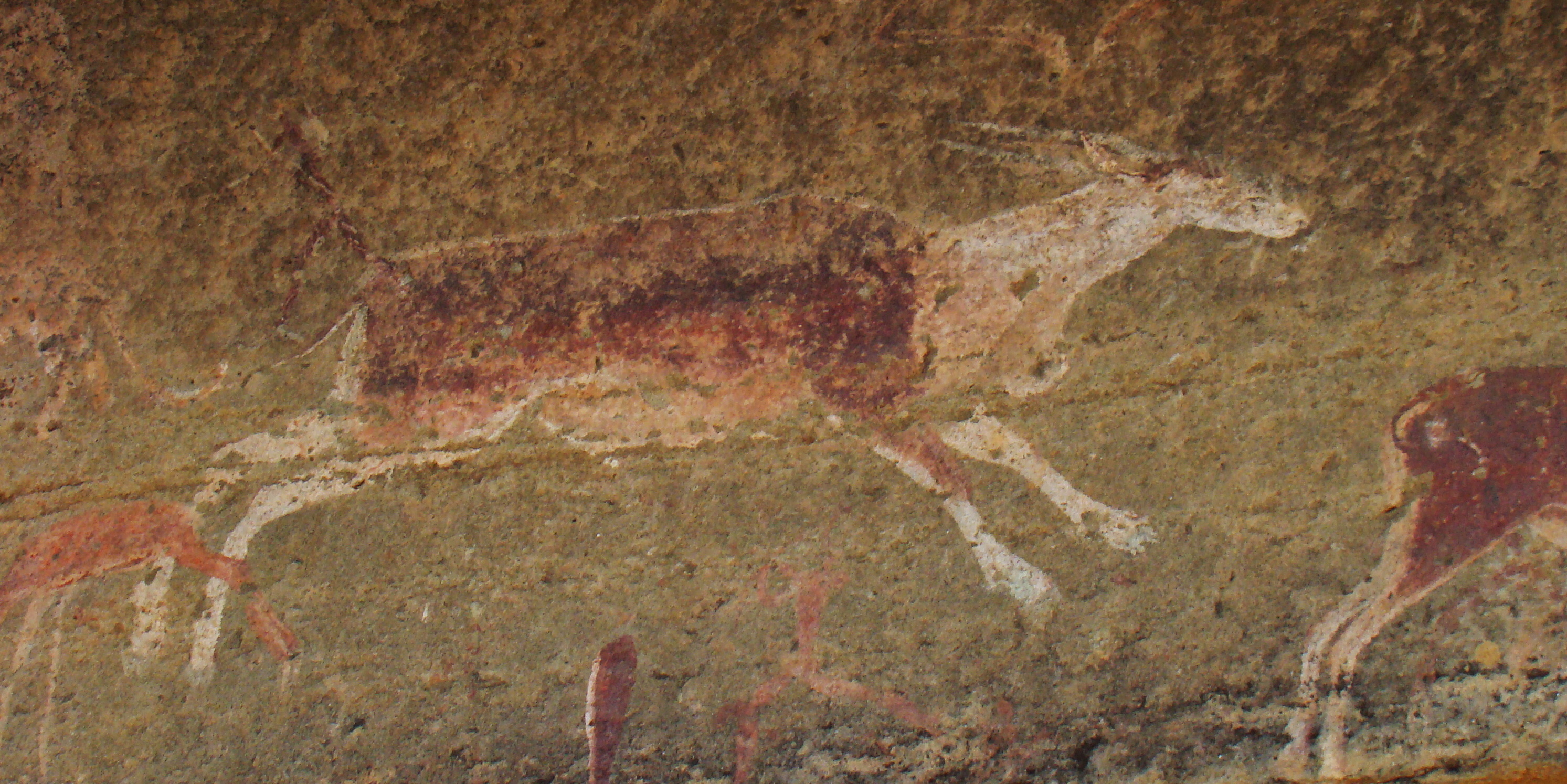
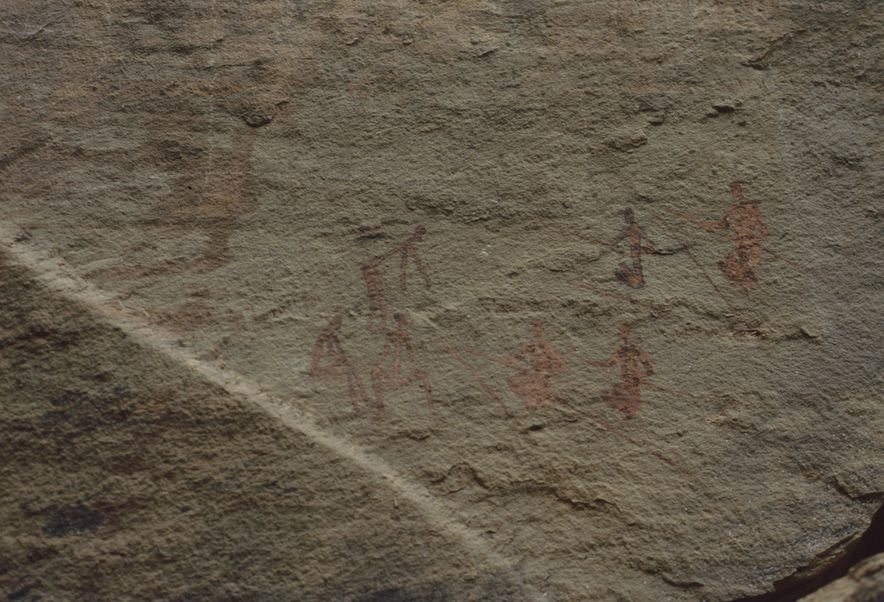
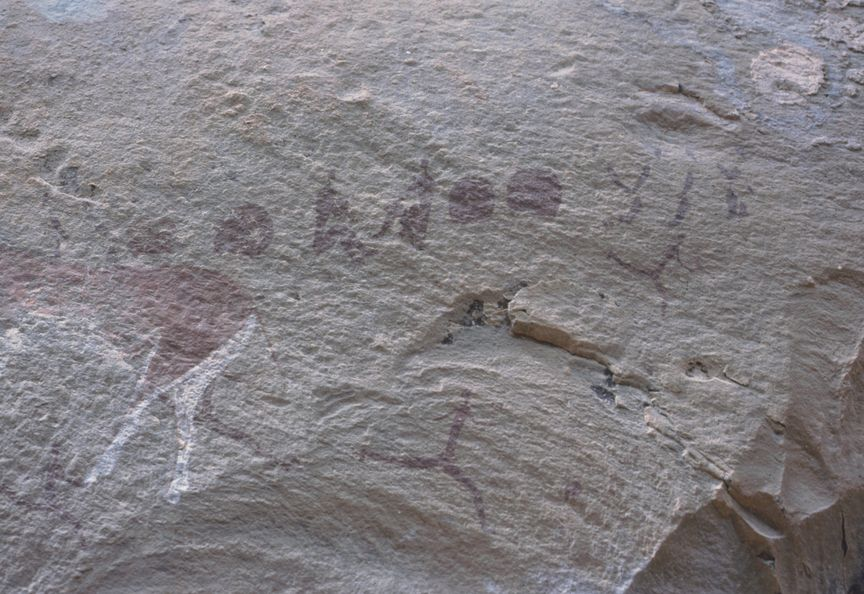
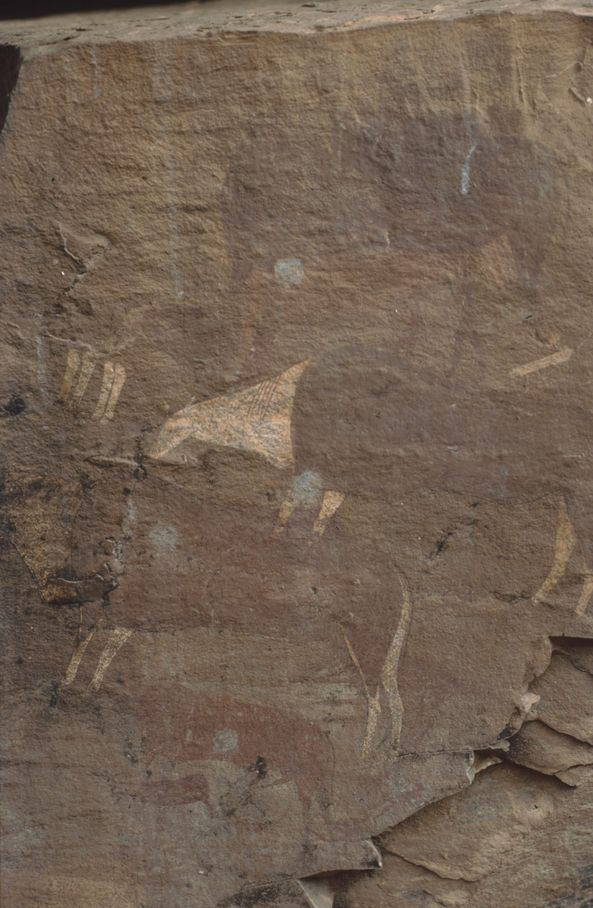
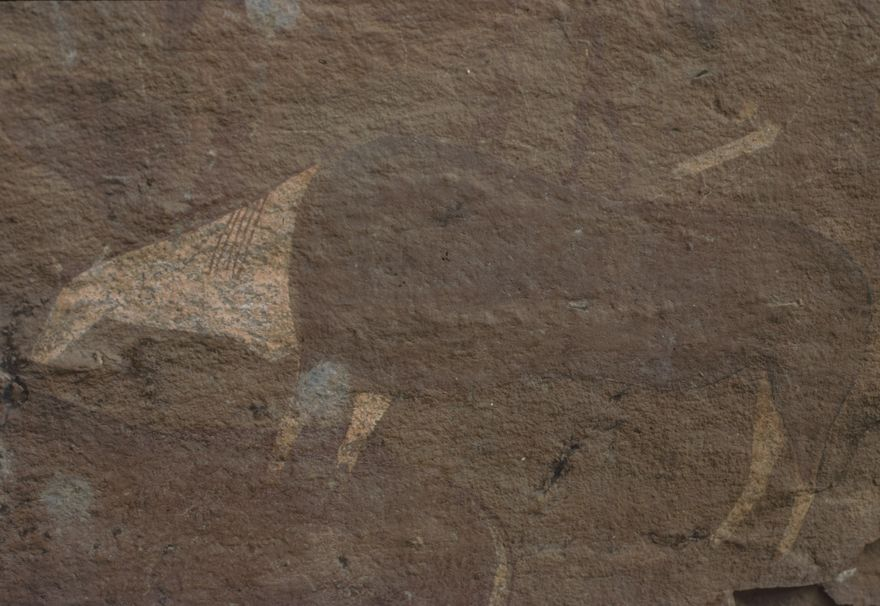
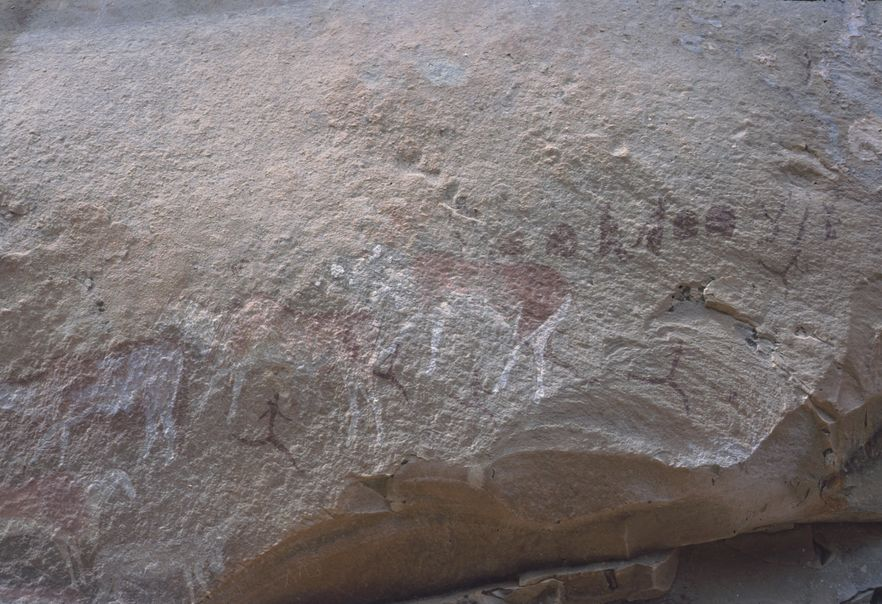
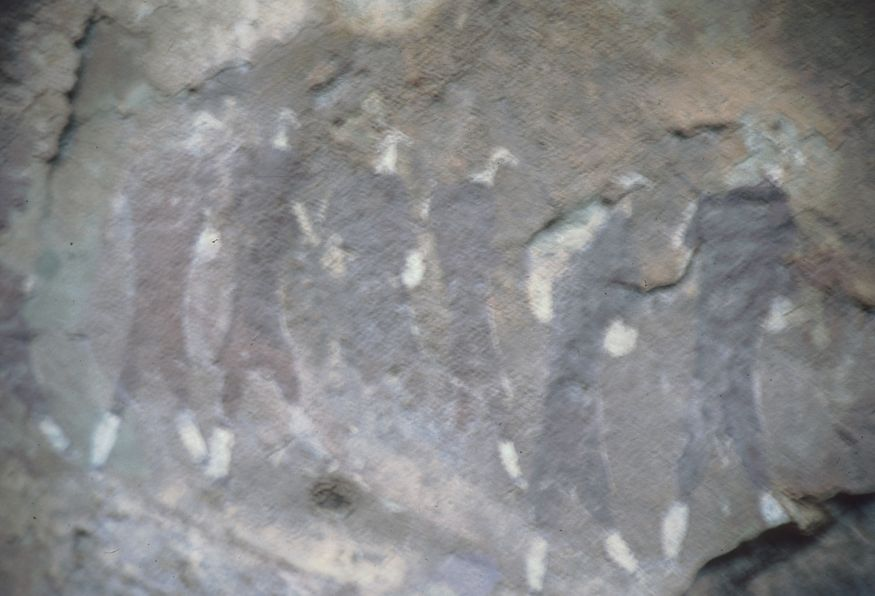

## ギャラリー

### 野鳥

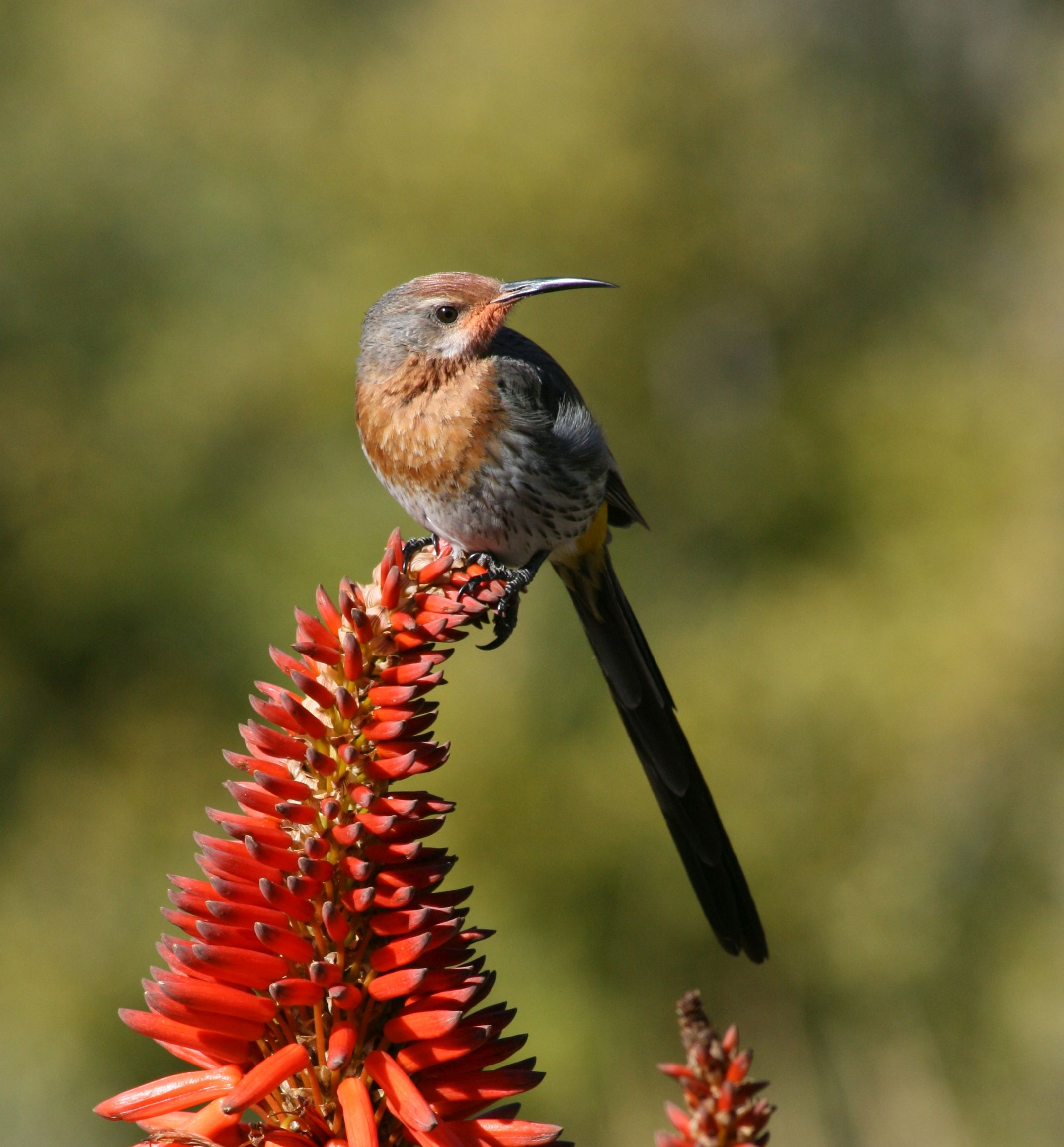
ヒガシオナガミツスイ（英語版）、軽度懸念
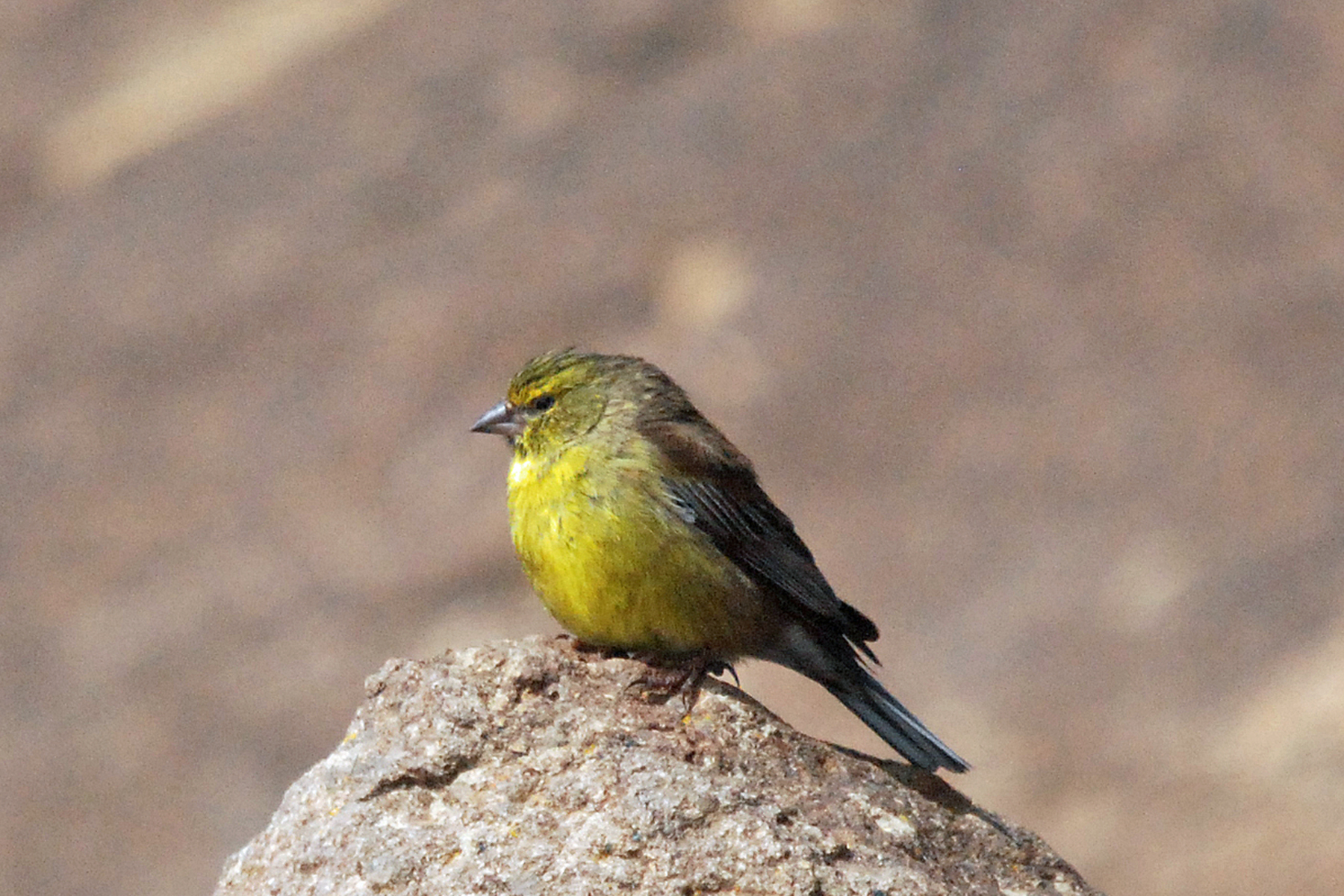
ドラケンスバーグヒワ（英語版）、軽度懸念
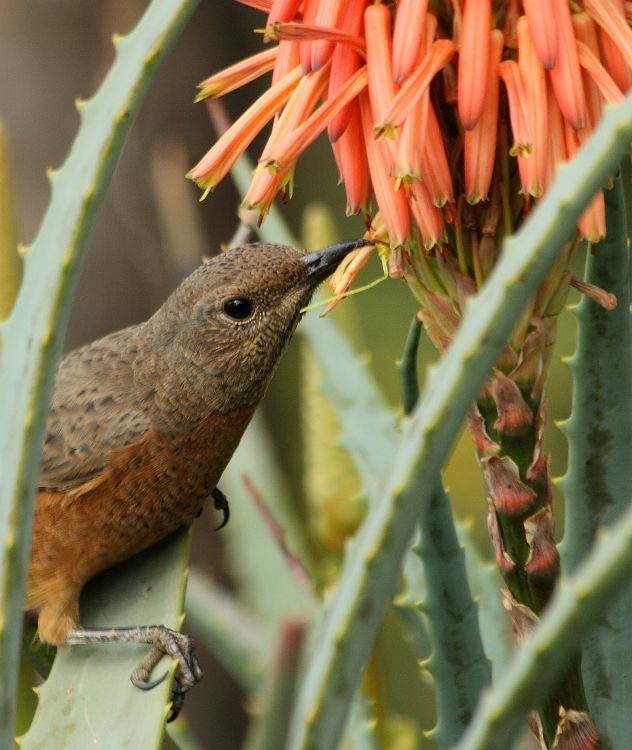
ルリガシライソヒヨ（英語版）、軽度懸念
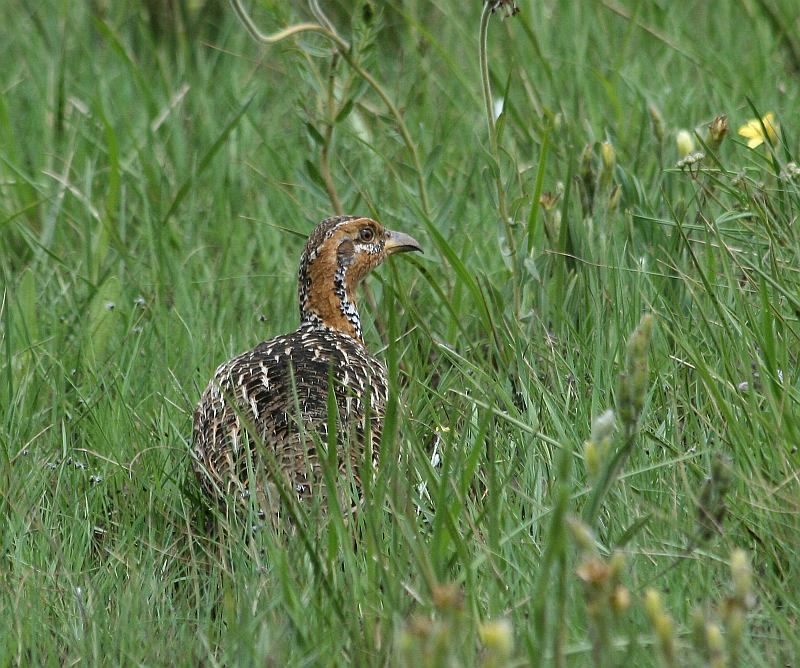
アカハネシャコ（英語版）、軽度懸念
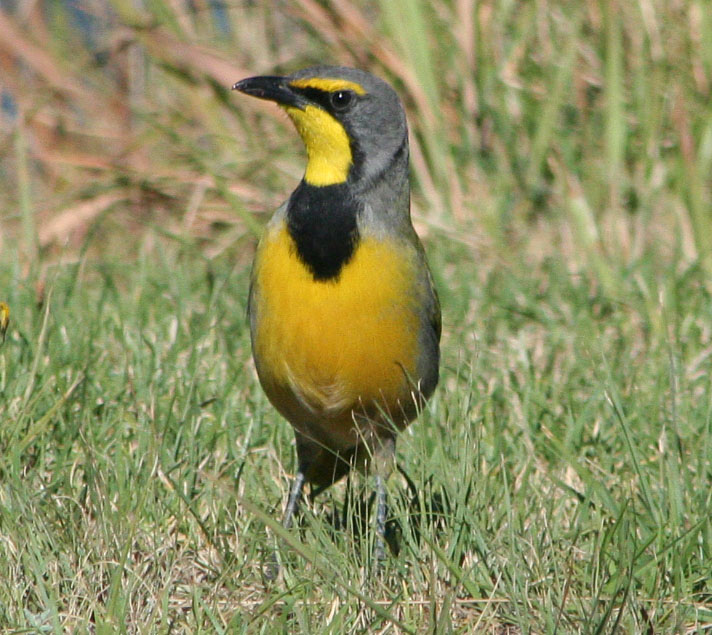
キノドミドリヤブモズ（英語版）、軽度懸念